# 4547 Massachusetts
Massachusetts (asteróide 4547) é um asteróide da cintura principal com um diâmetro de 24,37 quilómetros, a 2,4316967 UA. Possui uma excentricidade de 0,0694257 e um período orbital de 1 542,88 dias (4,22 anos).
Massachusetts tem uma velocidade orbital média de 18,42525767 km/s e uma inclinação de 18,00697º.
Este asteróide foi descoberto em 16 de Maio de 1990 por Kazuro Watanabe e Kin Endate.